# Ambassade des Samoa en France
 (août 2025).
L'ambassade des Samoa en France est la représentation diplomatique de l'État indépendant des Samoa auprès de la République française. Elle est située à Bruxelles, en Belgique, et son ambassadrice est, depuis 2023, Francella Maureen Strickland.
L'ambassadeur, en résidence à Bruxelles, est accrédité auprès de la Belgique, de la France, mais aussi d'autres pays européens et auprès des institutions de l'Union européenne.

## Liste des ambassadeurs
| Date de nomination | Date de remise des lettres de créance | Date de remise des lettres de créance | Diplomate                     |
| ------------------ | ------------------------------------- | ------------------------------------- | ----------------------------- |
|                    | 1985                                  |                                       | Fe'esago Siaosi Fepulea'i     |
|                    | 16 novembre 1990                      | [ JORF 1 ]                            | Afamasaga Fa'Amatala Toleafoa |
|                    | 12 mai 1998                           | [ JORF 2 ]                            | Tauiliili Uili Meredith       |
|                    | 18 juillet 2006                       | [ JORF 3 ]                            | Tuala Falani Chan Tung        |
|                    | 26 octobre 2012                       | [ JORF 4 ]                            | Fatumanava Pa'olelei Luteru   |
|                    | 13 janvier 2023                       | [ JORF 5 ]                            | Francella Maureen Strickland  |